# Heterusia rubrimarmorata
Heterusia rubrimarmorata is een vlinder uit de familie van de spanners (Geometridae). De wetenschappelijke naam van de soort is voor het eerst geldig gepubliceerd in 1902 door Paul Dognin.
Deze vlinder werd aangetroffen nabij "Micay" (Lopez de Micay) in Colombia.